# Robert Fowler (cyclisme)
Pour les articles homonymes, voir Robert Fowler.
Robert Fowler, dit Bobby Fowler (né le 5 décembre 1931 à Krugersdorp et mort le 27 décembre 2001 à Johannesburg) est un coureur cycliste sud-africain. Il a participé aux Jeux olympiques de 1952, 1956 et 1960. Aux Jeux de 1952, il a été médaillé d'argent de la poursuite par équipes.

## Palmarès

### Jeux olympiques
- Helsinki 1952
  -  Médaillé d'argent de la poursuite par équipes
- Melbourne 1956
  - 4e de la poursuite par équipes
- Rome 1960
  - 9e de la poursuite par équipes